# Benutzerfreundlichkeit
Benutzerfreundlichkeit bezeichnet die vom Nutzer erlebte Nutzungsqualität bei der Interaktion mit einem Produkt, einem System oder einer Dienstleistung. Sie charakterisiert die angenehme, leicht handhabbare oder intuitive Nutzung von etwas. Die Benutzerfreundlichkeit ist die umgangssprachliche geläufige Bezeichnung für den in der Produktentwicklung verwendete Begriff der Gebrauchstauglichkeit (engl. Usability), welcher auch in einer DIN-Norm (DIN EN ISO 9241-110) definiert ist.
Die Gebrauchstauglichkeit bezeichnet das Ausmaß, in dem ein Produkt, ein System oder eine Dienstleistung durch bestimmte Benutzer in einem bestimmten Nutzungskontext genutzt werden kann, um bestimmte Ziele effektiv, effizient und zufriedenstellend zu erreichen.
Der Begriff der Benutzerfreundlichkeit berücksichtigt zudem auch die emotionalen Aspekte des gesamten Nutzungserlebnisses, der sogenannten User Experience. Sie ist ebenfalls in der DIN-Norm 9241-110 definiert und beschreibt alle Aspekte der Eindrücke und das Erlebnis einer Person bei einer erwarteten oder tatsächlichen Nutzung eines Produktes, eines Systems oder einer Dienstleistung. Die User Experience geht somit über die Gebrauchstauglichkeit hinaus, die Aspekte während der Nutzung von etwas berücksichtigt. Für Nutzer ist der Begriff der Benutzerfreundlichkeit aber wahrscheinlich selbst intuitiver als Gebrauchstauglichkeit und User Experience.

## Zielsetzung Ergonomie
Die Benutzerfreundlichkeit ist eng verbunden mit der Ergonomie. Während man mit Hardware-Ergonomie die Anpassung der Werkzeuge an den Bewegungs- und Wahrnehmungsapparat des Menschen versteht (z. B. Körperkräfte und Bewegungsräume), befasst sich die Software-Ergonomie mit der Anpassung an die kognitiven und physischen Fähigkeiten bzw. Eigenschaften des Menschen, also seine Möglichkeiten zur Verarbeitung von Informationen (z. B. Komplexität) aber auch softwaregesteuerten Merkmalen der Darstellung (z. B. Farben und Schriftgrößen).
Ziel ist dabei die Berücksichtigung des Menschen und seiner Aufgaben und Fähigkeiten sowie die Anpassung des Werkzeuges (sei es Software oder aber jedes andere Werkzeug) daran.
1965 formuliert Gordon Moore das Mooresche Gesetz, nach dem sich die Komplexität von integrierten Schaltkreisen etwa alle 18 Monate verdoppelt. Der kanadische Designer William Buxton findet ein vergleichbares Muster für die Entwicklung der Funktionalität von Technik. Die biophysikalische, kognitive Entwicklung des Menschen kann damit nicht Schritt halten. Aus diesem Grund ist immer eine benutzerfreundliche, auf die Fähigkeiten des Menschen zugeschnittene Gestaltung anzustreben.

### Wahrnehmung
Der bei weitem größte Teil der Informationen über die Außenwelt (etwa 80 %) erreicht den Menschen über die Augen. Es ist wesentlich einfacher, Informationen zu verarbeiten und zu behalten, die eine bekannte Struktur aufweisen.
Zu viele Informationen überlasten das kognitive System. Durch Abstraktion, Filterung und das Erkennen von kausalen Beziehungen werden Sinneseindrücke bewertet und sortiert. Dieser Vorgang wird in der Psychologie als „Chunking“ bezeichnet. Gemeinhin gilt für die menschliche Erinnerungsleistung das Modell der „magischen 7“ (Millersche Zahl nach George A. Miller) als anwendbar.
Es kommen Störfaktoren hinzu, die diese Zahl mindern können. Es gilt, sich ein Zwischenziel zu merken, man ist möglicherweise demotiviert, hat schlechte Laune, steht unter Stress, ist müde, alkoholisiert etc. Zudem reicht die Erinnerung beim Surfen nicht weiter als ca. 4–5 Bildschirmseiten zurück. Im Schnitt bleiben drei bis fünf begriffliche Einheiten im Kurzzeitgedächtnis.

### Aufmerksamkeit
Die Aufmerksamkeit anregend wirken intensive Farben, starke Kontraste, scharfe Konturen sowie komplexe Formen und Elemente die eine intellektuelle Auseinandersetzung anregen. Das Andere sticht hervor. Augenfreundlich und angenehm sind dagegen große Flächen, Pastelltöne sowie gedeckte, gebrochene oder abgedunkelte Farben. Besondere „Eye Catcher“ sind hochgesättigtes Rot und Warnfarben wie Schwarz und Gelb, Animationen, Gesichter, Augen, das Kindchenschema oder sexuelle Darstellungen. Treten zu viele dieser die Aufmerksamkeit anregenden Elemente auf, wirken sie wieder ablenkend.

### Lesestile
Die Präsentation eines Bildschirms oder einer Website muss unterschiedlichen Leseanforderungen gerecht werden. Nutzer mit schwebender Aufmerksamkeit haben einen uneindeutigen Blick auf den Gesamtinhalt und „scannen“ im Text nach den hervorstechendsten Stellen. Dabei erfassen sie etwa 50 % des Inhalts. Ein Nutzer mit fokussierter Aufmerksamkeit filtert das Wahrgenommene. Er „skimmt“ nach einem konkreten Suchbegriff und erfasst dabei ca. 30 % des Gesamtinhaltes. Eine besonders abwechslungsreiche Präsentation erfreut so den ersten Lesertyp, deprimiert aber den zweiten Typ.
Das Lesen von Texten am Bildschirm ist schwieriger als das Lesen in Büchern oder Magazinen. Überschriften sollten wie in jedem Text aber in diesem Fall noch stärker, ein Destillat des Inhalts sein und keine Wortspiele oder Ironie enthalten. Es ist weiterhin günstig wichtige Informationen im ersten Wort oder Anfang des Textes auszudrücken. Das Scannen wird weiter erleichtert wenn nicht jede Seite mit demselben Wort beginnt, generell eine markante Struktur erkennbar ist. Schlüsselreize beim Scannen sind Begriffe wie News, Börse, Travel, Geld, Digital, Jobs, Mobil etc.
Zudem sollten Texte nicht im „Broschürenstil“ verfasst werden, die keine nützliche Information erhalten und die Bedürfnisse des Nutzers nicht befriedigen. (vgl. oben: Information, Unterhaltung, Shopping) „Wir sind ein fortschrittliches, Unternehmen der XY-Branche, das die neuesten Entwicklungen in der Informationstechnologie kreativ für seine Kunden nutzt.“

### Leserlichkeit
Zur Erhöhung der Leserlichkeit tragen viele Einzelelemente bei.
- Kontrast zwischen Text und Hintergrund: Den besten Kontrast bietet schwarze Schrift auf weißem Grund.
- Hintergründe sollten einfarbig sein, nicht ablenken oder nur dezente Muster haben.
- Statischer Text (kein Blinken oder Ändern der Größe).
- serifenlose Schriften besonders bei kleinen Texten (Verdana, Arial).
- Hervorhebungen im Text wie Unterstreichungen und Großschreibung ganzer Worte sparsam verwenden.

### Navigation
Die Navigation soll schnell erkennbar und nachvollziehbar sein. Das wird durch Breadcrumbs und einen wenig verschachtelten Aufbau erleichtert. Es sollten keine alternativen Terminologien verwendet werden, die von den Konventionen abweichen und den Nutzer zu sehr verwirren. (Beispielsweise die Bezeichnung des „Einkaufswagens in einem Shopsystem als ‚Einkaufsschlitten‘“, vgl. Nielsen S. 188)

## Gestaltung
Durch einen klaren Aufbau und einfache Bedienung soll die Seite so zugänglich wie möglich gemacht werden und dem Nutzer möglichst schnell die gewünschten Informationen vermitteln.

### Konventionen
Es bestehen bestimmte gestalterische Konventionen (vgl. oben Gestaltungsaufgaben), die immer wiederkehren und deshalb vom Benutzer vermutet bzw. vorausgesetzt werden. In westlichen Kulturen wird ein Textfluss von links nach rechts erwartet.
Objekte haben Bedeutung entsprechend ihrer Größe. Oben auf der Seite steht das Wichtigste.

### Gestaltungsaufgaben
Die Aufgabe z. B. einer Web-Seite ist immer zuerst, den Bedürfnissen des Kunden nachzukommen. Der Kunde möchte informiert werden, unterhalten werden, oder etwas kaufen. Um das so gut wie möglich zu gewährleisten, muss die Seite eindeutig ihren Inhalt vermitteln. (Wo bin ich? Was tut diese Seite? Wo bin ich gewesen? Wohin kann ich gehen?) Die Informationen sollten in eindeutigen Hierarchien klar dargestellt und sinnvoll gruppiert sein. Die Seite muss schnell sein, da der Benutzer ungeduldig ist und schnell an Informationen gelangen möchte. Das Ziel ist eine möglichst große Verarbeitungstiefe „Depth of Processing“ (Craig und Lockhart), eine möglichst starke Erinnerung an das Gesehene.
Die Bedienung wird durch Standards, wie ein festes Layout oder eine feste Terminologie vereinfacht. Durch die Aktivierung bereits erlernter Vorgehensweisen zu Bedienung technischer Systeme wird eine intuitive Bedienung ermöglicht.

## Bewertung der Qualität
Die Bewertung der Benutzerfreundlichkeit kann prinzipiell über unterschiedliche Methoden geschehen:
- Experten-Reviews (z. B. Cognitive Walkthrough, Beurteilung nach Heuristiken)
- Befragungen der Nutzer (z. B. Interview, Fokusgruppen)
- Standardisierte Fragebögen, z. B. System Usability Scale (SUS) oder User Experience Questionnaire (UEQ)
- Beobachtung der Nutzer (z. B. Feldbeobachtung)
- Usability-Test
- Remote Usability-Test

Jede dieser Methoden hat ihre spezifischen Stärken und Schwächen, insbesondere was ihre Validität, Reliabilität, Repräsentativität und Effizienz angeht. So leiden Experten-Reviews darunter, dass sie auch von den Fähigkeiten des Experten abhängen und nicht immer zuverlässig durch andere Experten reproduzierbar sind. Befragungen wiederum wiegen die Befrager gelegentlich in einer Scheinsicherheit, da die Entwicklung von Messinstrumenten (wie Fragebögen) häufig unterschätzt wird.

### Testmethoden
In Usability Tests werden typische Benutzer mit ebenfalls typischen Aufgaben mit dem zu evaluierenden Produkt (ein „Artefakt“ wie eine Software, eine Website, interaktive Geräte und Werkzeuge) konfrontiert und bei der Benutzung systematisch beobachtet. Der Usability Test gilt i. A. als eine der Referenzmethoden für die Evaluation der Usability; sie kann jedoch durch den Einsatz von Laboren, Videotechnik und anderen Hilfsmitteln sowie durch die aufwändigere Auswertung vergleichsweise teurer werden als die anderen Methoden. Allerdings können diese Kosten durch „Vor-Ort“-Tests mit einfachen Mitteln gesenkt werden. Dem Usability-Test wird in der Literatur bescheinigt, dass er bereits bei ca. 5 Nutzern (abhängig von der Komplexität des Testgegenstandes) 80 % der in einem Produkt enthaltenen Usability-Probleme identifizieren kann. Auch bei Usability-Tests besteht die Gefahr, dass durch ungeschickte Versuchsaufbauten, Priming und unkritische Auswertung Verfälschungen entstehen. Gerade Laborsituationen erzeugen bei den Versuchspersonen gelegentlich eine untypische Sorgfalt oder andere nicht repräsentative Verhaltensweisen.
Ein Remote Usability-Test, wird bei den Testpersonen in deren „natürlicher Umgebung“ z. B. zu Hause oder am Arbeitsplatz durchgeführt. Dabei werden die Testpersonen mit Hilfe eines speziellen Remote-Systems bei der Durchführung ihrer Tätigkeiten über das Internet beobachtet. Der Remote Usability-Test bietet im Vergleich mit einem Usability-Test im Labor diverse Vorteile:
- Die Testpersonen werden nicht durch die ungewohnte Testumgebung oder einen Interviewer beeinflusst.
- Beim Remote-Test kann im gleichen Zeitraum eine wesentlich höhere Anzahl von Anwendern beobachtet werden.
- Es ist wirtschaftlich mgl. auch Anwender in abgelegenen Gebieten zu testen, solange diese über eine Internetverbindung verfügen.

Es gibt mittlerweile eine große Anzahl an Remote Usability-Test Systemen. Diese eignen sich in der Regel für Webseiten und Software.
Ein Manko dieser Remote-Tests ist allerdings, dass der Testleiter die Testpersonen nicht (oder nur durch eine Webcam) sehen kann und so wichtige Informationen aus der Reaktion der Nutzer verborgen bleiben. Manche Remote-Testing-Tools beschränken sich sogar darauf, dass Nutzer am Ende einer Sitzung Kommentare zur Nutzung abgeben können, was keinen Usability-Test darstellt.
Ein sehr grundlegendes Problem in der Bewertung durch den Laien besteht oft darin, dass der Nutzungskontext nicht systematisch berücksichtigt wird, sondern dass von Einzelerlebnissen auf pauschale Aussagen geschlossen wird. Leider werden solche pauschalen Aussagen auch von Medien unterstützt, die einem Produkt eine faktisch universelle Gebrauchstauglichkeit bescheinigen, ohne auf die speziellen Erfordernisse, die beim Einsatz des Produktes anzunehmen sind, zu berücksichtigen.
Ein weiteres Problem bei einer oberflächlich laienhaften Betrachtung ist, dass eine Benutzerfreundlichkeit recht unscheinbar wirkt („intuitiv bedienbar“), während eine mangelhafte Usability zwar wahrgenommen wird, ohne dass dann allerdings die genaue Ursache benannt werden kann.
Im Mittelpunkt jeder Evaluation stehen häufig die Kriterien der Gebrauchstauglichkeit nach DIN EN ISO 9241-110 wie z. B. Aufgabenangemessenheit. Die Aufgabenangemessenheit beschreibt inwieweit die Web-Site oder das Werkzeug die Anforderungen der Aufgabe (Informieren, Belustigen, eine Rechnung schreiben oder ein Buch bestellen) erfüllt.

### Web-Usability
Eine Internetseite muss wie jedes andere technische Hilfsmittel bestimmten Anforderungen gerecht werden, um benutzerfreundlich zu sein. Es gilt, die Darbietung der Inhalte an die menschliche Aufnahmefähigkeit anzupassen.

## Normen
Das Internationale Normungsgremium hat verschiedene ISO-Normen veröffentlicht, die im Hinblick auf die Usability von Interesse sind:
ISO 9126 (DIN 66272)Bewerten von Softwareprodukten – Qualitätsmerkmale und Leitfaden zu ihrer Verwendung
ISO 9241Ergonomie der Mensch-System-Interaktion
ISO/IEC 12119Software-Erzeugnisse – Qualitätsanforderungen und Prüfbestimmungen
ISO 14915Software-Ergonomie für Multimedia-Benutzungsschnittstellen